# Kåra
Kåra är främst en sjöterm som betyder att "blåsa svagt". En kåre är en vindfläkt eller rysning. En vanlig användning är uttrycket "Det går kalla kårar längs ryggraden".